# Magdeleine Boucherit Le Faure
Madeleine Thérèse Marie Boucherit (Morlaix, 13 maggio 1879 – Clichy, 14 ottobre 1960) è stata una pianista e compositrice francese.
Insegnante presso il Conservatorio di Parigi, scrisse pezzi per pianoforte (soprattutto per bambini), insegnò direzione d'orchestra a giovani studenti e diresse ella stessa l'orchestra da camera Petits concerts Mozart da lei stessa fondata.
Sorella del violinista Jules Boucherit, si sposò con lo scrittore Georges Le Faure il 2 gennaio 1906.

## Opere
- La journée de Suzy, Histoire d'une poupée, dieci pezzi facili per piano, scritti specialmente per ragazzi da Magdeleine Boucherit Le Faure e illustrati da R. de la Nézière. Testo de Georges Le Faure.
- Les Enfants. Divertissement chorégraphique tiré des Caractères. Testo di Georges Le Faure. Illustrazioni di Ch. Gir. Partition pour piano (1932).

| Controllo di autorità | VIAF (EN) 29264924 · ISNI (EN) 0000 0000 4866 6611 · LCCN (EN) no2005052985 · BNF (FR) cb16320360m (data) |